# Tiefgrund
Tiefgrund (auch Tiefengrund) ist eine Grundierung für Maler- und Tapezierarbeiten an Wänden, Decken und Fassaden, meist auf der Basis von Alkyd- oder Acrylharz. Er wird auf mineralischen Untergründen wie Putz, Gips oder Beton verwendet, um die Saugfähigkeit zu beschränken bzw. auszugleichen sowie ihre Oberfläche zu verfestigen. Seine Verwendung bezweckt eine Reduzierung der benötigten Farbmenge beim Anstrich bzw. der Kleistermenge beim Tapezieren sowie beim späteren Entfernen eine leichtere Trennung der Tapete vom Untergrund.
Tiefgründe gibt es sowohl auf Basis von Lösungsmitteln als auch „lösemittelfrei“ bzw. wasserverdünnbar. Bei „sandiger“ Oberfläche, zum Beispiel sehr alten Putzen oder schlecht verarbeitetem Beton, empfiehlt sich lösungsmittelhaltiger Tiefgrund, da er tiefer in den Untergrund eindringen und stärker zur Festigung beitragen kann. Dem entgegen steht in Innenräumen die Geruchs- sowie mögliche Gesundheitsbelastung durch das Ausgasen von Lösungsmittelresten, das unter Umständen noch Wochen nach dem Auftragen andauern kann. „Lösemittelfreier“ Tiefgrund hingegen vermeidet solche Belastungen soweit möglich, erreicht aber auch die technischen Ziele nur geringer. In Form von Mikroemulsion haben sie ein besseres Eindringvermögen, jedoch nicht das lösungsmittelhaltiger Systeme.
Manche Produkte sind eingefärbt, um beim Auftrag bereits behandelte Flächen leichter erkennen, sowie die Saugfähigkeit des Untergrundes beurteilen zu können. Sie ist umso stärker, je weniger deutlich die Farbe sichtbar bleibt.
In jedem Fall ist zur Erreichung der angestrebten Ziele der Untergrund so lange zu behandeln, bis er „gesättigt“ ist, also erkennbar kein Grundierungsmaterial mehr aufnimmt, jedoch nicht „übersättigt“, sich also auf der Oberfläche ein glänzender Film aus überschüssigem Bindemittel bildet und die Haftung nachfolgender Anstriche oder Tapeten beeinträchtigt. Sind bis zur Sättigung mehrere Beschichtungen nötig, kann dies je nach Produkt und sonstigen Umständen „nass in nass“ erfolgen oder erst nach Trocknung der vorherigen Schicht erlaubt bzw. sinnvoll sein.